# Antilhue
Antilhue är en ort i Chile.   Den ligger i provinsen Provincia de Valdivia och regionen Región de Los Ríos, i den södra delen av landet, 700 km söder om huvudstaden Santiago de Chile. Antilhue ligger 13 meter över havet och antalet invånare är 934.
Terrängen runt Antilhue är kuperad söderut, men norrut är den platt. Antilhue ligger nere i en dal. Runt Antilhue är det glesbefolkat, med 16 invånare per kvadratkilometer.. Antilhue är det största samhället i trakten.
I omgivningarna runt Antilhue växer i huvudsak städsegrön lövskog.